# Frontera entre Rússia i Geòrgia
La frontera entre Rússia i Geòrgia és la frontera de 723 kilòmetres que separa Geòrgia de Rússia, al Caucas. Va des de la costa oriental del mar Negre fins al trifini entre ambdós estats i l'Azerbaidjan, i segueix de prop la frontera convencional entre Europa i Àsia. Els principals cims al llarg de la frontera són el Xota Rustaveli, Djangui-Tau, Xkhara, Djimara, Kazbek i Tebulosmta.

## Passos fronterers
L'únic punt de pas legal de la frontera és al nord de Stepantsminda a la Carretera Militar de Geòrgia. Pot gestionar fins a set mil persones, 50 autobusos i cotxes al dia, encara que sovint és tancada pel mal temps. També hi ha passos fronterers entre Rússia i els estats amb reconeixement limitat d'Abkhàzia (al districte d'Adler de Sotxi) i d'Ossètia del Sud (el Túnel de Roki).

## Història
Els regnes georgians (Kartli, Kakheti i Imerècia) va començar a caure dins de l'esfera d'interès de l'expansió de l'Imperi Rus. A principi del segle xviii, després del tractat rus amb Ossètia del Nord - Alània i la construcció de Vladikavkaz com a base el 1784. Es va iniciar la construcció de la Carretera Militar de Geòrgia el 1799, seguint el Tractat de Gueórguievsk. Kartli-Kakheti i Imerècia van ser absorbits a l'Imperi Rus el 1801 i el 1818, respectivament.
Alexandre I de Rússia va ordenar al general Aleksei Petrovitx Jermolov, comandant en cap de les forces russes al Caucas, millorar la superfície de la carretera per facilitar el moviment i les comunicacions de tropes. Quan Jermolov va anunciar la finalització del treball el 1817, la carretera es va anunciar com el "Simplon" rus. No obstant això, el treball va continuar fins a 1863. En aquesta etapa havia costat 4 milions de lliures (una suma sorprenent en la dècada de 1860), però segons Bryce el 1876 era d'alta qualitat amb dos o tres carrils i "ponts de ferro sobre els torrents", cosa que considerava sorprenent, atès que a Rússia, en aquest moment, els camins decents eren pràcticament inexistents.
La Cetterera Militar de Geòrgia va tenir un paper important en el desenvolupament econòmic de Transcaucàsia i en la Guerra Russocircassiana.
La moderna frontera entre Geòrgia i Rússia es va fer amb la proclamació de la República Democràtica de Geòrgia el 8 de juny de 1918. Del 1921 al 1991 va ser una frontera interna de la Unió Soviètica, entre la República Socialista Soviètica de Geòrgia i la República Socialista Federada Soviètica de Rússia. La frontera va ser canviada entre 1944 i 1958 per a incloure a Geòrgia part dels territoris dels deportats txetxens i karatxais (ara part de Karatxai-Txerkèssia), incloent les poblacions de Teberdà, Karatxàievsk i les terres altes de la moderna Txetxènia. Després de 1958, la frontera va retornar a la carena del Gran Caucas.
Amb la independència de Geòrgia el 1991, la frontera es va convertir en internacional. Després del conflicte armat el 2008, Rússia reconeixia els territoris ocupats de Geòrgia com a repúbliques independents d'Ossètia del Sud i Abkhàzia, de manera que la frontera entre Geòrgia i Rússia, des del punt de vista rus, s'ha reduït molt (de 694 a 365 km) i es divideix en dues porcions, una occidental entre Abkhàzia i Ossètia del Sud i una oriental entre Ossètia del Sud i l'Azerbaidjan.
Des de la perspectiva de Geòrgia però, la frontera entre Rússia i Geòrgia no ha canviat després del col·lapse de la Unió Soviètica.